# Декатезис
Декатезис је ментални процес смањења или елиминисања емоционалне енергије и осећања које особа има за другу особу, идеју, објекте или јединку.